# 쌍둥이 적자
쌍둥이 적자(twin deficits hypothesis, twin deficits phenomenon)는 1980년대 당시, 미국의 대통령인 로널드 레이건 정권 이래 미국에서 막대한 무역적자와 재정적자가 누적되는 상태를 일컫는다.
이 배경에는 레이건 정권의 고금리정책이 행하여져 달러 가치가 높았고 해외제품의 유입이 일어나 스타워즈 계획과 같은 방위정책에 대한 거액의 재정지출과 감세정책이 이루어졌다. 그리고 조지 H. W. 부시 정권의 1992년 들어 재정적자는 정점에 달하였다. 빌 클린턴이 집권하던 1998년부터 2001년까지는 재정이 흑자를 기록할 수 있었는데, 조지 W. 부시 정권에서는 감세 정책과 이라크 전쟁으로 크게 압박을 받았다.

## 경제학적 설명
국민경제에서 "가계", "기업", "정부", "해외" 의 네 주체가 존재한다.
일반적으로
- 국민소득은 Y
- 가계소비는 C
- 기업투자는 I
- 정부투자는 G
- 무역수지는 NX

라고 할 때, Y=C+I+G+NX이 되고, 다시 (Y-C)-(I+G)=NX가 된다.
이것은 총저축(Y-C)-총투자(I+G)=무역수지(NX)라는 의미이다. 다른 항목이 변하지 않고 정부투자 G만 증가하면(정부 지출이 증가하면 Y=C+I+G+NX에 의해 Y도 증가해야하지만, 총소득이 증가하지 않으면) NX가 감소한다. 결국 정부투자를 증가시키면 무역수지가 악화한다. 또 정부투자 증가는 재정수지도 악화시킨다. 이렇게 재정수지악화와 무역수지가 동시에 같은 방향으로 움직이는 것을 쌍둥이적자라 할 수 있다. 재정수지와 무역수지를 합산하는 경우에는 무의미하다. 그리고 조건은 다른 모든 것은 같은 경우라는 전제도 중요하므로 다른 상황이 될 수 있다. 그러나 1990년대 후반 미국에서는 재정흑자와 과거 최고 경상적자가 동시에 발생하였다. 배경에는 민간투자 I 의 증가에 의한 세수 수입의 확대가 있었다.